# Marsdenia flavescens
Marsdenia flavescens är en oleanderväxtart som beskrevs av Allan Cunningham. Marsdenia flavescens ingår i släktet Marsdenia och familjen oleanderväxter. Inga underarter finns listade i Catalogue of Life.